# Gene Wentz
Gene Wentz (Texas, 1950) è uno scrittore e militare statunitense, reduce della guerra del Vietnam e autore del libro Men in Green Faces.

## Biografia e carriera militare
Gene Wentz nasce in Texas nel 1950 e trascorre il resto della sua giovinezza crescendo in California.
Nel 1968, all'età di 18 anni, Wentz abbandona le scuole superiori e si arruola volontario nella Marina degli Stati Uniti, per poi entrare nei Navy SEALs dopo aver letto un articolo del Reader's Digest. Trascorre così sei mesi di durissimo addestramento BUD/S a Coronado, in California, e viene assegnato nel SEAL Team One di stanza a San Diego.
Nel 1970, con il grado di marinaio, parte volontario per la guerra del Vietnam, dove partecipa a oltre 350 raid contro i vietcong nella giungla per due turni, ottenendo la Bronze Star Medal e la Silver Star Medal.
Decorato con altre 8 medaglie, Wentz, durante i suoi ultimi anni di carriera nella Marina, diventa in seguito istruttore del BUD/S, per poi lasciare i Navy SEALs nel 1978.

## Carriera di scrittore e anni successivi
Dopo essere stato congedato, Wentz ha intrapreso un viaggio che lo avrebbe portato a rivivere le atrocità della guerra e ricordando i Navy SEALs che hanno combattuto e sono morti.
Così nel 1992 scrive e pubblica Men in Green Faces, un libro sui Navy SEALs ambientato nel delta del Mekong durante la guerra del Vietnam.
In seguito Wentz ha viaggiato nell'America per le interviste TV e radio, tenendo anche alcune conferenze in scuole superiori e organizzazioni di servizio.
Parlando con i futuri leader della nazione americana in alcuni istituti scolastici in Ohio e West Virginia, Wentz ha parlato non solo del suo libro e delle sue esperienze, ma ha anche detto "quanto sia importante onorare coloro che hanno combattuto e sacrificato per i diritti e le libertà di cui godiamo".

## Vita personale
Attualmente risiede a Vincent, in Ohio, con la moglie Bessie. Si dichiara cristiano, spiegando come aveva "ottenuto la sua fede attraverso gli orrori della guerra".
Politicamente Wentz dichiara di non avere nessun orientamento politico, ma si dichiara liberale nel senso americano.

## Opere
- Men in Green Faces (1992)

## Onorificenze
| Controllo di autorità | VIAF (EN) 16405088 · ISNI (EN) 0000 0000 3270 4361 · LCCN (EN) n91051517 |